# Liste der Stolpersteine in Bad Wünnenberg
Die Liste der Stolpersteine in Bad Wünnenberg enthält die Stolpersteine, die im Rahmen des gleichnamigen Kunst-Projekts von Gunter Demnig in Bad Wünnenberg verlegt wurden. Mit ihnen soll an die Opfer des Nationalsozialismus erinnert werden, die in Bad Wünnenberg lebten und wirkten.
Die letzte Verlegung fand am 10. April 2025 statt.

## Bad Wünnenberg
| Name             | Adresse         | Bild | Inschrift                              | Verlegedatum  | Biografie und Anmerkungen |
| ---------------- | --------------- | --- | -------------------------------------- | ------------- | ------------------------- |
| Paul Aronstein   | Mittelstraße 12 | Bild gesucht Der Benutzer GeorgDerReisende ( Diskussion ) wünscht sich an dieser Stelle ein Bild vom Ort mit diesen Koordinaten 51.521298 8.699652 . Motiv: Mittelstraße 12: Stolpersteine für Familie Aronstein, die Lage und das Haus Falls du dabei helfen möchtest, erklärt die Anleitung , wie das geht. BW | Hier wohnte Paul Aronstein …           | 10. Apr. 2025 |                           |
| Adele Aronstein  | Mittelstraße 12 | Bild gesucht Die Wikipedia wünscht sich an dieser Stelle ein Bild vom hier behandelten Ort. Falls du dabei helfen möchtest, erklärt die Anleitung , wie das geht. BW | Hier wohnte Adele Aronstein …          | 10. Apr. 2025 |                           |
| Lottie Aronstein | Mittelstraße 12 | Bild gesucht Die Wikipedia wünscht sich an dieser Stelle ein Bild vom hier behandelten Ort. Falls du dabei helfen möchtest, erklärt die Anleitung , wie das geht. BW | Hier wohnte Lottie Aronstein …         | 10. Apr. 2025 |                           |
| Erich Aronstein  | Mittelstraße 12 | Bild gesucht Die Wikipedia wünscht sich an dieser Stelle ein Bild vom hier behandelten Ort. Falls du dabei helfen möchtest, erklärt die Anleitung , wie das geht. BW | Hier wohnte Erich Aronstein …          | 10. Apr. 2025 |                           |
| Anna Kahn        | Mittelstraße 12 | Bild gesucht Die Wikipedia wünscht sich an dieser Stelle ein Bild vom hier behandelten Ort. Falls du dabei helfen möchtest, erklärt die Anleitung , wie das geht. BW | Hier wohnte Anna Kahn geb. Aronstein … | 10. Apr. 2025 |                           |

## Haaren
| Name             | Adresse               | Bild | Inschrift                                                                                             | Verlegedatum | Biografie und Anmerkungen |
| ---------------- | --------------------- | --- | --- | ------------ | ------------------------- |
| Jacob Rosenberg  | Paderborner Straße 17 | Bild gesucht Der Benutzer GeorgDerReisende ( Diskussion ) wünscht sich an dieser Stelle ein Bild vom Ort mit diesen Koordinaten 51.568971 8.727238 . Motiv: Paderborner Straße 17: Stolpersteine für Familie Rosenberg, die Lage und das Haus Falls du dabei helfen möchtest, erklärt die Anleitung , wie das geht. BW | Hier wohnte Jacob Rosenberg Jg. 1870 deportiert 1942 Theresienstadt ermordet März 1944                | 13. Mai 2022 |                           |
| Julius Rosenberg | Paderborner Straße 17 | Bild gesucht Die Wikipedia wünscht sich an dieser Stelle ein Bild vom hier behandelten Ort. Falls du dabei helfen möchtest, erklärt die Anleitung , wie das geht. BW | Hier wohnte Julius Rosenberg Jg. 1905 Flucht 1937 Palästina                                           | 13. Mai 2022 |                           |
| Helene Rosenberg | Paderborner Straße 17 | Bild gesucht Die Wikipedia wünscht sich an dieser Stelle ein Bild vom hier behandelten Ort. Falls du dabei helfen möchtest, erklärt die Anleitung , wie das geht. BW | Hier wohnte Helene Rosenberg Jg. 1907 unfreiwillig verzogen Düsseldorf deportiert 1941 Minsk ermordet | 13. Mai 2022 |                           |